# William Douglas-Hamilton (12e duc de Hamilton)
William Alexander Louis Stephen Douglas-Hamilton, 12e duc de Hamilton, 9e duc de Brandon, 2e duc de Châtellerault (12 mars 1845 à Londres - 16 mai 1895 à Alger) est un noble écossais.

## Biographie
Il est le fils du 11e duc de Hamilton et de la princesse Marie-Amélie de Bade, petite-fille adoptive de Napoléon Ier. Il est né à Connaught Place, à Londres et fait ses études au Collège d'Eton et à Christ Church, Oxford. 
Le 10 décembre 1873, il épouse au château de Kimbolton, Mary Montagu, fille de William Montagu, 7e duc de Manchester. De cette union naît une fille : 

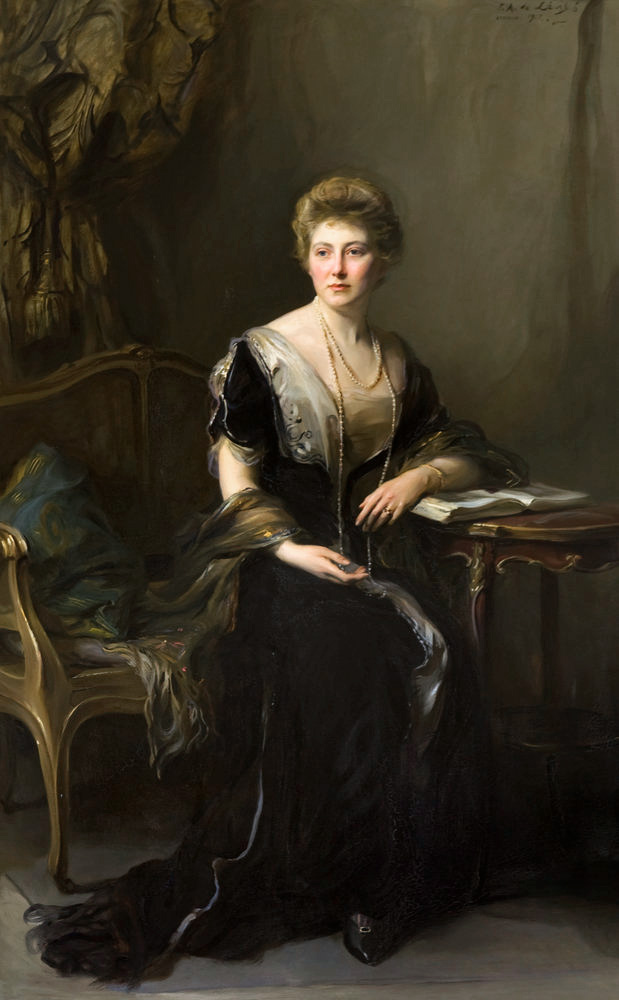
Lady Mary Louise Douglas-Hamilton, portrait de Philip de László, 1912

- Mary Louise Douglas-Hamilton (1er novembre 1884 - 21 février 1957). Elle épouse James Graham, 6e duc de Montrose, le 14 juin 1906. De leur union naissent quatre enfants.

En 1867, il est au bord de la ruine financière lorsque son cheval de course, Cortolvin, remporte le grand National à Aintree. Outre des gains substantiels, il a également pris quelque 16 000 £ des bookmakers, rétablissant ses finances. 
Il meurt à Alger en 1895 à l'âge de 50 ans et le titre passe à son cousin Alfred Douglas-Hamilton (13e duc de Hamilton).